# Castelluccio Superiore

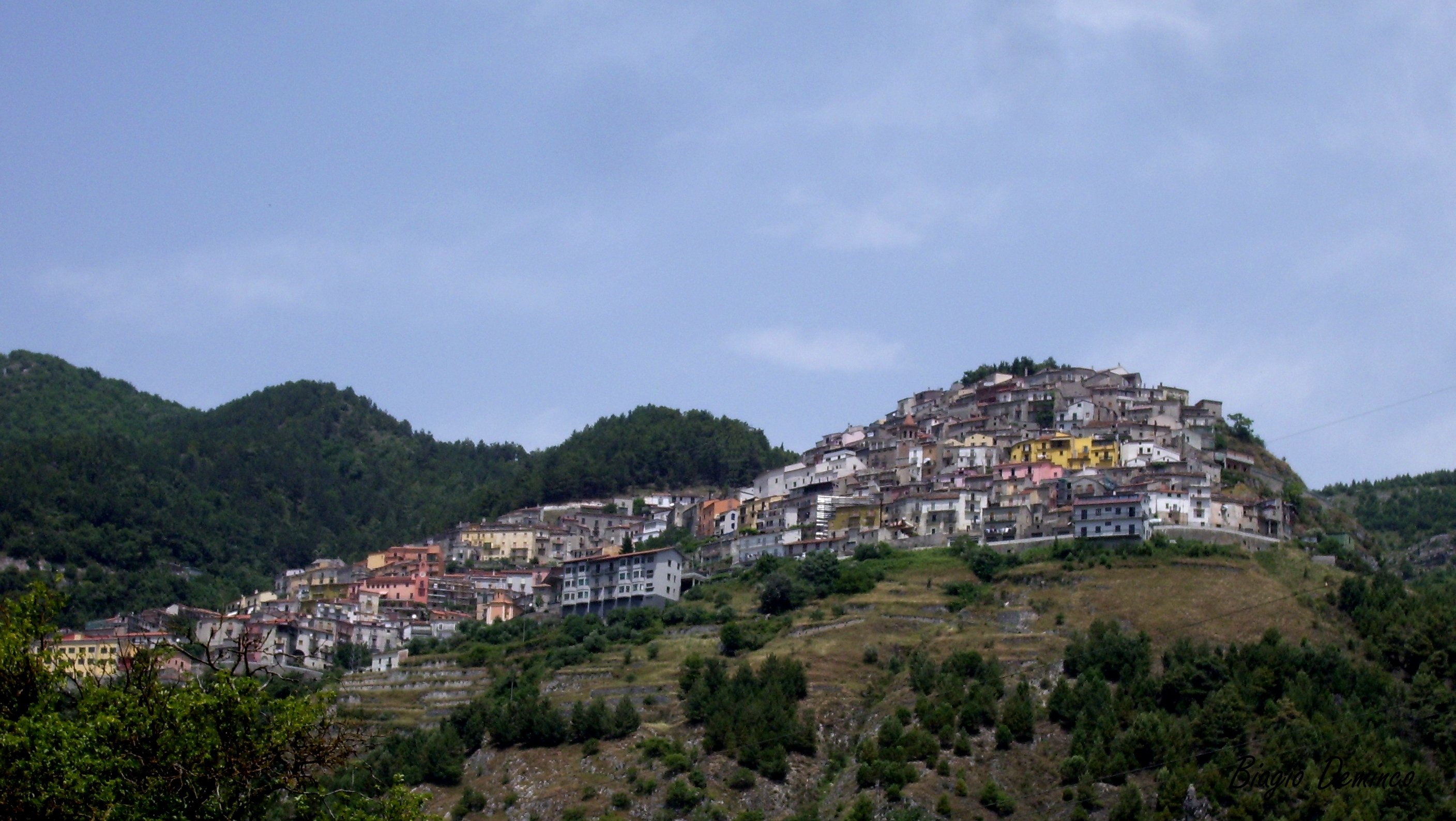
Blick auf Castelluccio Superiore

Castelluccio Superiore (im lokalen Dialekt: Castiddr) ist eine süditalienische Gemeinde (comune) mit 703 Einwohnern (Stand 31. Dezember 2023) in der Provinz Potenza in der Basilikata.

## Geographie
Die Gemeinde liegt etwa 71,5 Kilometer südsüdöstlich von Potenza im Nationalpark Pollino, gehört zur Comunità montana Lagonegrese und grenzt unmittelbar an die Provinz Cosenza (Kalabrien). Durch die Gemeinde führt die frühere Strada statale 19 delle Calabrie (heute eine Provinzstraße) von Battipaglia nach Lagonegro. Nachbargemeinden sind Castelluccio Inferiore, Laino Borgo, Latronico und Lauria.

## Verkehr
Der Ort hatte einen Bahnhof an der Bahnstrecke Lagonegro–Spezzano Albanese. Zwischen Castelluccio Superiore und Castelluccio Inferiore befand sich der Kehrtunnel Castelluccio.

## Gemeindepartnerschaft
Castelluccio Superiore unterhält eine Partnerschaft mit der brasilianischen Gemeinde Iúna im Bundesstaat Espírito Santo.

## Persönlichkeiten
- Gaetano Arcieri (1794–1867), Dichter und Schriftsteller